# Griefshire
Griefshire — третий студийный концептуальный альбом лихтенштейнской готик-метал-группы Elis, выпущенный лейблом Napalm Records 24 ноября 2006 года. Это первый концептуальный студийный альбом Elis. И последний альбом группы, в записи которого приняла участие Сабина Дюнзер. После записи основного материала вокалистке стало плохо на одной из репетиций, на следующий день она скончалась в больнице. Остальные участники группы решили всё же выпустить альбом и посвятили его памяти вокалистки.

## Концепция альбома
Griefshire стал первым концептуальным альбомом Elis. Песни альбома объединены общей атмосферой и общими персонажами:
- Рассказчик — инвалид с детства; очень умный, но сомневающийся в себе человек.
- Мать рассказчика — мудрая и добрая женщина, направляющая людей на путь к спасению.
- Брат рассказчика — старший брат рассказчика, человек склонный к лидерству, но плохо на всех влияет. Лидер секты.
- Дочь рассказчика — молодая девушка, унаследовавшая мудрость и навыки у своей бабушки. Отец научил её использовать свои силы для добрых дел.
- Жена брата — замужем за старшим братом, но тайно влюблена в рассказчика.

Первая композиция альбома «Tales From Heaven or Hell» (рус. Истории рая или ада) повествует о дочери рассказчика, которая после смерти отца читает его тайный дневник в надежде найти в нём правду о своём происхождении. Дочь собирается развеять прах отца над неизвестным городом. Одновременно она боится, что при жизни отец её обманул.
Второй трек называется «Die Stadt» (рус. Город), он исполнен на немецком языке. В этой песне рассказывается о том, как город выглядит сейчас. Это описание сравнивается с воспоминаниями рассказчика о том, как город выглядел раньше.
«Show Me the Way» (рус. Покажи мне путь) описывает теорию матери рассказчика, согласно которой можно вылечить любого человека от болезней. Кроме того, в песне поётся об искателях истины, которые пришли к матери рассказчика, нуждаясь в её мудрости.
Четвёртая песня называется «Brothers» (рус. Братья). Это первый трек, рассказывающий о братьях. Старший брат описывается как человек, который «всё видит и слушает» (англ. „everyone follows and listens to“). В песне поётся об обещании, которое братья дали друг другу на могиле матери — быть всегда вместе и следовать по стопам своей матери, независимо от того, что произойдёт потом.
Трек «Salvation» (рус. «Исцеление») не был включён в альбом, но записывался вместе с остальными и имеет с ними одну концепцию. Эта песня, в записи которой участвовала Сабина Дюнзер, была позже включена в трек-лист макси-сингла «Shom Me The Way». Песня рассказывает о том, как рассказчик узнал, что его старший брат лидер религиозной секты. Все люди в городе начинают слепо следовать за старшим братом, он обещает им искупление. Рассказчик старается помешать брату и напомнить ему об обещании данном на могиле матери, об этом уже рассказывается в «Seit dem Anbeginn der Zeit» (рус. «С начала времён»).
Следующие два трека — «Remember the Promise» (рус. «Помни обещание») и «Phoenix From the Ashes» (рус. «Феникс из пепла») — повествуют о разговоре братьев. В первом рассказчик просит брата остановиться пока не поздно и уверяет, что невозможно спасти любого человека. «Phoenix From the Ashes» — это ответ старшего брата. Он не хочет слушать рассказчика и негативно реагирует на его слова.
Вскоре жена старшего брата узнаёт правду о своём муже и решает покинуть его. Но в конце концов остаётся в семье и старается уберечь мужа от ошибок. Её мысли излагаются в песне «How Long» (рус. «Как долго»).
Тем не менее жена начинает сомневаться, что сделала правильный выбор. Об этом поётся в «Innocent Hearts» (рус. «Невинные сердца»). Со временем их семья становится похожа на секту, а жена старшего брата мысленно возвращается в прошлое. Её воспоминания составляют текст песни «These Days Are Gone» (рус. «Те дни прошли»), которая была записана с Сабиной, но не вошла в альбом. Она так же появляется в макси-сингле «Shom Me The Way».
Действие в треке «Forgotten Love» (рус. «Забытая любовь») происходит спустя год после описываемых ранее событий. Рассказчик удалился от своего старшего брата и от всех жителей города. Он часто сидит на холме и вспоминает о потерянной любви, надеждах и хороших временах. Младший брат понимает, что не может ничего изменить.
«The Burning» (рус. «Горение») является кульминацией сюжета всего альбома. С холма рассказчик увидел, что мэрия, где проходили заседания секты, была в огне. Он побежал, чтобы спасти людей из огня, но всё было охвачено пламенем. Единственным выжившим оказалась дочь старшего брата, которую взял на воспитание рассказчик и заменил ей отца. Младший брат захотел сам воспитать приёмную дочь, чтобы в будущем она избежала ошибок родного отца.
Спустя десять лет дочь прочитала дневник отца и поняла, почему отец учил её использовать свои способности только во благо. Она также поняла, какое значение для её отца имел этот вымерший город. Песня «Ashes to Ashes» (рус. «Прах к праху») не вошла в студийный альбом, но как и две другие была позже включена в макси-сингл.
Заключительная песня называется «New Decade» (рус. «Новое десятилетие»), в ней поется о том, что ничто не кончается, а изложенная история будет продолжаться.

## Список композиций
Все тексты написаны Сабиной Дюнзер, кроме «Heaven and Hell», текст которой написал Ронни Джеймс Дио, вся музыка написана Elis.
| №   | Название                     | Длительность |
| --- | ---------------------------- | ------------ |
| 1.  | «Tales From Heaven or Hell»  | 4:17         |
| 2.  | «Die Stadt»                  | 4:19         |
| 3.  | «Show Me the Way»            | 4:06         |
| 4.  | «Brothers»                   | 4:23         |
| 5.  | «Seit dem Anbeginn der Zeit» | 5:40         |
| 6.  | «Remember the Promise»       | 3:24         |
| 7.  | «Phoenix From the Ashes»     | 4:19         |
| 8.  | «How Long»                   | 4:03         |
| 9.  | «Innocent Hearts»            | 5:11         |
| 10. | «Forgotten Love»             | 4:23         |
| 11. | «The Burning»                | 4:43         |
| 12. | «A New Decade»               | 3:46         |

| №   | Название                                               | Длительность |
| --- | ------------------------------------------------------ | ------------ |
| 13. | «Heaven and Hell (Black Sabbath cover)» (На диджипаке) | 4:53         |

## Участники записи

### Основной состав
- Сабина Дюнзер — вокал
- Pete Streit — гитара
- Chris Gruber — гитара
- Tom Saxer — бас-гитара, гроулинг
- Max Naescher — ударные

### Приглашённые музыканты
- Judith Biedermann — скрипка в «Forgotten Love»
- Jana Kallenberg — струнные оркестровые инструменты

### Производство
- Ingo Romling — обложка
- Александр Крулль — продюсирование, сведение, мастеринг, инженерия